# Saargebied (mandaatgebied)
Het Saargebied of Saarbekkengebied (Duits: Saarbeckengebiet, Engels: The Territory of the Saar Basin, Frans: Le Territoire du Bassin de la Sarre) was een gebied in Duitsland dat van 1920 tot 1935 werd bestuurd door een commissie van de Volkenbond.
Het gebied behoorde oorspronkelijk toe aan het Duitse Keizerrijk, maar door artikel 48 van het Verdrag van Versailles werd Duitsland na de Eerste Wereldoorlog verplicht zijn soevereiniteit over het gebied op te schorten. Het Saargebied bestond uit delen van de Pruisische Rijnprovincie en de Beierse Palts en had een omvang van ongeveer 1.900 vierkante kilometer. De wijze waarop het gebied werd bestuurd werd vastgelegd in het zogenaamde Saarstatuut, dat onderdeel vormde van het Verdrag van Versailles (1919). In dit statuut stond dat Duitsland alle bevoegdheden die het in het Saargebied bezat, voor vijftien jaar aan de Volkenbond zou overdragen. De inwoners van het gebied mochten niet deelnemen aan verkiezingen voor de Rijksdag (Duitsland) en de wetten die het Duitse parlement na november 1918 had aangenomen, waren niet van toepassing op het Saargebied. Het gebied werd bestuurd door een regeringscommissie van vijf man, die door de Volkenbond waren aangewezen. Deze commissie mocht ambtenaren benoemen, wetten en verordeningen afkondigen en belastingen heffen.
Het Saargebied omvatte streken waar kolenmijnbouw plaatsvond en de hoogoven- en staalindustrie gevestigd was. Deze industrieën werden van 1920 tot 1935 uitgebaat door de Fransen, als compensatie voor de verwoesting van de Franse kolenmijnen in de Eerste Wereldoorlog.
Een mislukt project, om de mijnwerkers in het gebied zo ver te krijgen, in 1935 voor aansluiting bij Frankrijk te kiezen, was de oprichting, reeds vanaf 1920 of 1921, van zogenaamde Domanialschulen, lagere scholen met op Frankrijk gericht, grotendeels Franstalig onderwijs. Deze waren oorspronkelijk bedoeld voor de kinderen van Franse mijnopzichters en bestuursambtenaren. Maar de mijnopzichters oefenden druk uit op de (Duitse) mijnwerkers, hun kinderen ook naar deze scholen te sturen. De gedachte erachter was, dat de kinderen in 1935 als jongvolwassenen bij het referendum vóór aansluiting bij Frankrijk zouden stemmen. De ouders zagen er geen heil in, dat hun kinderen zodoende Fransen zouden worden, en stuurden ze naar gewone Duitse scholen. Uiteindelijk bezochten slechts 2 à 3% van alle Saarlandse kinderen zo'n Domanialschule.
In 1935 werd een referendum gehouden waarbij drie mogelijkheden geboden werden:
1. Vereniging met Frankrijk;
2. Handhaven van de status quo;
3. Vereniging met Duitsland.

Bij een opkomst van 98% stemde een grote meerderheid van 90,7% voor aansluiting bij nazi-Duitsland. Voor aansluiting bij Frankrijk stemden 0,5% van de kiezers en 8,9% stemde voor het handhaven van de status quo. Hierna werd het mandaatgebied opgeheven en was het Saargebied weer een deel van het Duitse Rijk. Na de Tweede Wereldoorlog werd Saarland door Frankrijk bezet en vormde het gebied het Protectoraat Saarland. Sinds 1957 is Saarland een Duitse deelstaat.